# Saarwellingen
Saarwellingen település Németországban, azon belül Saar-vidék tartományban. Lakosainak száma 13 347 fő (2023. december 31.).

## Népesség
A település népességének változása:
| Lakosok száma | 14 282 | 13 444 | 13 315 | 13 287 | 13 279 | 13 177 | 13 302 | 13 347 |
|               | 1975   | 2010   | 2016   | 2017   | 2019   | 2021   | 2022   | 2023   |